# División (álbum)
División es el cuarto álbum de estudio de la banda mexicana División minúscula. Salió a la venta el 27 de noviembre de 2012. La producción del disco estuvo a cargo de Brian McTernan, quien ha trabajado con diversas bandas de los Estados Unidos. La mayoría de las canciones fueron grabadas en los estudios Salad Days, en Baltimore. El álbum fue promocionado con la gira División Tour, donde visitaron diversas ciudades de México, también giraron en los Estados Unidos, en el South by Southwest, en Austin.
El álbum fue lanzado oficialmente en formato de descarga digital y físico, cuenta con 11 pistas musicales y todas las canciones fueron compuestas por los miembros de la banda. «Voces» figura como el primer sencillo del disco.
Este trabajo musical cuenta con 3 sencillos: «S.E.D.», «Voces» y «Humanos Como Tú». Según Javier Blake, voz de la banda, «S.E.D.» fue una canción que se trabajó mucho antes de lanzar el material, finalmente fue incluido en División con algunas variaciones; «Voces» relata brevemente todos los sucesos de la banda y la importancia de los fanes y «Humanos Como Tú» trata básicamente sobre el amor.
Natalia Cano de la revista Rolling Stone le define como un disco «híbrido» que recopila aspectos musicales de los trabajos anteriores: «se conjunta la adrenalina de su álbum Extrañando Casa, el sonido potente de Defecto Perfecto y la sensibilidad de Sirenas».

## Lista de canciones
| Original Tracklisting |                             |              |          |  |
| N.º                   | Título                      | Escritor(es) | Duración |  |
| 1.                    | «Voces»                     | Javier Blake | 3:58     |  |
| 2.                    | «Diamantina»                | Javier Blake | 3:23     |  |
| 3.                    | «Juego»                     | Javier Blake | 3:43     |  |
| 4.                    | «Cazador de Sueños»         | Javier Blake | 4:36     |  |
| 5.                    | «Humanos Como Tú»           | Javier Blake | 3:32     |  |
| 6.                    | «Señales»                   | Javier Blake | 4:49     |  |
| 7.                    | «Sed»                       | Javier Blake | 3:45     |  |
| 8.                    | «Altamar»                   | Javier Blake | 3:53     |  |
| 9.                    | «Casa de Cristal»           | Javier Blake | 3:38     |  |
| 10.                   | «Cosas Que Nunca Entenderé» | Javier Blake | 3:10     |  |
| 11.                   | «Si Este Mundo Acaba Hoy»   | Javier Blake | 4:15     |  |

## Miembros y créditos
Todas las canciones compuestas por los miembros originales de la banda.
- Javier Blake - voz, guitarra rítmica, teclados, piano, sintetizadores
- Ricardo «Ricci» Pérez - guitarra líder
- Álex Luque - bajo, coros
- Alejandro «Kiko» Blake - batería, percusión
- Efrén Barón - guitarra rítmica, coros